# Чапліно (Підляське воєводство)
Чапліно (пол. Czaplino) — село в Польщі, у гміні Хорощ Білостоцького повіту Підляського воєводства.
Населення — 130 осіб (2011).
У 1975-1998 роках село належало до Білостоцького воєводства.

## Демографія
Демографічна структура станом на 31 березня 2011 року:
|          | Загалом | Допрацездатний вік | Працездатний вік | Постпрацездатний вік |
| -------- | ------- | ------------------ | ---------------- | -------------------- |
| Чоловіки | 67      | 10                 | 50               | 7                    |
| Жінки    | 63      | 14                 | 34               | 15                   |
| Разом    | 130     | 24                 | 84               | 22                   |